# Arriba las manos (álbum)
Arriba las manos es el primer álbum de estudio del grupo musical de cumbia Pibes Chorros lanzado en el año 2001. Incluye sencillos exitosos de la banda como «Andrea», «Sentimiento villero», «Duraznito», «Los Pibes Chorros», entre otros.

## Información
Fue el álbum debut de la agrupación Pibes Chorros, con las voces de Ariel 'El Traidor' Salinas, bajo la producción de Magenta Discos y distribución de BMG Ariola Argentina. En la composición de las canciones participaron Ariel Salinas, Claudio Kirovsky, Diego Carlos Horro, Diego Macrini, Germán Carlos Silva y Roberto Vicente Conso.
En el álbum como pista número 13° se incluyó «Megacho Remix» que fue parte de un enganchados de sencillos incluidos en el álbum.

## Recepción
El álbum logro vender 40.000 copias en Argentina y fue disco de oro durante tres semanas, siendo en ese entonces número uno en la movida tropical.

## Lista de canciones
| Arriba las manos |                        |          |  |
| N.º              | Título                 | Duración |  |
| 1.               | «Andrea»               | 4:10     |  |
| 2.               | «El tano pastita»      | 2:55     |  |
| 3.               | «La danza del humo»    | 4:27     |  |
| 4.               | «El pibe moco»         | 4:09     |  |
| 5.               | «El viaje»             | 4:03     |  |
| 6.               | «Empastillado»         | 4:01     |  |
| 7.               | «Sentimiento villero»  | 5:14     |  |
| 8.               | «Duraznito»            | 5:09     |  |
| 9.               | «Los Pibes Chorros»    | 3:42     |  |
| 10.              | «Poliguampa»           | 4:11     |  |
| 11.              | «Botellero»            | 3:39     |  |
| 12.              | «Muchacho de la villa» | 4:09     |  |